# Григораш, Анка
Анка Григораш (рум. Anca Grigoraș, род. 8 ноября 1957, Комэнешти, Бакэу) — румынская гимнастка, призёр Олимпийских игр. В результате замужества носила также фамилию Михэйлеску (рум. Mihăilescu).
Родилась в 1957 году в Комэнешти. В 1972 году приняла участие в Олимпийских играх в Мюнхене, но не завоевала наград. В 1973 году стала бронзовым призёром чемпионата Европы. В 1976 году на Олимпийских играх в Монреале стала обладательницей серебряной медали. В 1978 году стала серебряной призёркой чемпионата мира.
С 1990 года стала техническим директором Румынской федерации гимнастики.